# Mats Rits
Mats Rits (Antuérpia, 18 de julho de 1993) é um futebolista belga que atua como volante. Atualmente joga pelo Anderlecht.